# ديفيد كاسترو
ديفيد كاسترو (بالبرتغالية: David Castro) هو سباح برازيلي، ولد في 16 سبتمبر 1964 في ساو باولو في البرازيل.

## وصلات خارجية
- ديفيد كاسترو على موقع الاتحاد الدولي للسباحة (الإنجليزية)
- ديفيد كاسترو على موقع SwimRankings.net (الإنجليزية)
- ديفيد كاسترو على موقع اللجنة الأولمبية الدولية (الإنجليزية)
- ديفيد كاسترو على موقع أوليمبيديا (الإنجليزية)